# Loukas Vyntra
Loukas Vyntra (griechisch Λουκάς Βύντρα, * 5. Februar 1981 in Město Albrechtice, Tschechoslowakei als Lukáš Vydra) ist ein griechischer Fußballspieler tschechischer Herkunft.

## Karriere

### Verein
Der Sohn eines Tschechen und einer Griechin begann seine Profikarriere 1999 auf der Peloponnes beim in Pyrgos ansässigen Verein Paniliakos. Nach einem kurzen Zwischenspiel für die Saison 2000/01 beim damaligen Drittligisten Pontii Verias, wechselte Vyntra im Januar 2004 zu Panathinaikos Athen, mit dem er gleich im ersten Jahr die Griechische Meisterschaft sowie den Pokal gewinnen konnte.
Der bei seiner Verpflichtung nur als Ergänzungsspieler betrachtete Vyntra profitierte im Sommer 2004 vom Abgang des bis dahin unumstrittenen Georgios Seitaridis, der nur wenige Wochen zuvor in Portugal Europameister wurde. Während Vyntra bis dahin immer nur auf der Position des Innenverteidigers aufgestellt wurde, spielte er fortan als Rechter Verteidiger und war seitdem ein fester Bestandteil von Panathinaikos’ Mannschaft. In der Saison 2012/13 war Vyntra Kapitän seiner Mannschaft. Zwischen 2013 und 2015 spielt er beim spanischen Erstligisten UD Levante, wo er auf 75 Einsätze in der Primera División kam.

### Nationalmannschaft
Neben einem Stammplatz bei Panathinaikos, spielte sich Vyntra in den Kreis der griechischen Nationalmannschaft und nahm am  Confederations Cup 2005 teil, wo er zweimal eingesetzt wurde. 2004 nahm Vyntra an den Olympischen Spielen in Athen teil. Vyntra gehörte außerdem zum Kader der Griechen zur Fußball-Europameisterschaft 2008 in Österreich und der Schweiz, wo er im letzten Gruppenspiel gegen Spanien zum Einsatz kam.

## Erfolge
- Griechischer Meister: 2004, 2010
- Griechischer Pokalsieger: 2004, 2010